# J0313-1806
J0313–1806は、z = 7.64で最も遠い既知のクエーサーである。2021年1月に、1.6±0.4×109太陽質量で最も古くから存在しているとされる超大質量ブラックホール（SMBH）で、最も赤方偏移が起こった（最も高いz）既知のクエーサーとして識別された。2021年の発表論文では、「z > 7で最も大規模なSMBH」と説明されていた。
2021年の論文著者の1人であるFeige Wangは、宇宙の存在の非常に早い段階での超大質量ブラックホールの存在は、「最初の巨大な恒星によって形成されたブラックホールはたった数億年でこれほど大きく成長することはできないとされていたため、現在の形成理論に問題を引き起こした」と述べた。

### ソース
- Wang, Feige; Yang, Jinyi; Fan, Xiaohui; Hennawi, Joseph F.; Barth, Aaron J.; Banados, Eduardo; Bian, Fuyan; Boutsia, Konstantina et al. (2021). “A Luminous Quasar at Redshift 7.642”. The Astrophysical Journal 907 (1):  L1. arXiv:2101.03179. Bibcode: 2021ApJ...907L...1W. doi:10.3847/2041-8213/abd8c6.